# 道の駅おかべ
道の駅おかべ（みちのえき おかべ）は、埼玉県深谷市にある国道17号の道の駅である。
「中宿歴史公園・道の駅おかべ」で平成10年度手づくり郷土賞を受賞している。

## 施設
- インフォメーションカウンター
- 物産館
- 公衆電話
- 休憩室
- 駐車場
- 化粧室
- 中宿歴史公園

## アクセス
- 国道17号（深谷バイパス）
  - 埼玉県道259号新野岡部停車場線

## 周辺
- JR東日本 高崎線 岡部駅
- 小山川
  - 滝岡橋
- 利根川